# リッチモンド・K・ターナー
リッチモンド・ケリー「テリブル」・ターナー (Richmond Kelly Turner, 1885年5月27日 - 1961年2月12日)は、アメリカ合衆国の海軍軍人。最終階級は海軍大将。
第二次世界大戦においては、ソロモン諸島の戦いから沖縄戦にいたる主だった上陸作戦の指揮を執った。

## 生涯

### 幼年期から青年期
1885年5月27日、オレゴン州ポートランドに父イーノック・ターナー、母ローラ・フランシス・ターナーの8人兄弟の7番目の子として生まれる。「リッチモンド」の名は、リッチモンド公爵に由来する。ターナーの父系はイングランド系アメリカ人で、アメリカ独立戦争よりも前にメリーランド植民地に住み着いて農業を営んでいたが、アメリカ合衆国の領土が拡大するにつれて西へ西へと移っていった。イーノックはゴールドラッシュに沸くカリフォルニア州ストックトンで商店を営んでいたジョン・ターナーの9番目の子であり、長じてポートランドで週刊誌を発行していた兄トーマスの下に移った。母系のケリー家はアイルランド系アメリカ人由来で、こちらもアメリカ独立戦争より前にペンシルベニアに移住していたが、やがて西部に移り住んだ。また、ケリー家はフィランソロピストとして学校や教会に幾度となく寄付を行った。一家はやがてストックトンに戻り、イーノックはここでも週刊誌を発行した。ターナーもまた、一時期サンタアナに住んでいた時期を除いてストックトンで幼年期を過ごし、1904年にストックトン・ハイスクールを卒業した。
ターナーの学業成績はよく、カリフォルニア州選出の下院議員ジェームズ・キャリオン・ニーダムからの推薦を得て、1904年に海軍兵学校に入学する。この時同時に入学した者の中にはマーク・ミッチャーやトーマス・C・キンケイドらがおり、卒業年次から「アナポリス1908年組」と呼称された世代である。しかし、ミッチャーは2年目の秋、クラスのグループ同士で発生した喧嘩で死亡者が出た事件に巻き込まれ、また日頃の素行や成績もよくなかったこともあって退学処分となり、一旦アナポリスから去っていった。ターナーのアナポリスでの成績も比較的よく、1年目の総合成績は297名中14位で、1908年6月5日の卒業時には201名中5位にまで上昇していた。ちなみに、キンケイドの卒業成績は201名中136位だった。
卒業後、少尉候補生となったターナーはグレート・ホワイト・フリートの世界一周に途中から参加。また防護巡洋艦「ミルウォーキー」 (USS Milwaukee, C-21)、駆逐艦「プレブル」 (USS Preble, DD-12)、装甲巡洋艦「ウェストバージニア」 (USS West Virginia, ACR-5) に乗り組む。2年後の1910年に少尉に任官し、8月3日にはストックトンでハリエット「ハーティー」・スターリングと結婚した。1913年に中尉に進級すると、駆逐艦「スチュワート」 (USS Stewart, DD-13) の艦長任務に従事する。その後、砲艦「マリエッタ」 (USS Marietta, PG-15) で勤務し、砲術に関する訓練やサントドミンゴ派遣などを経験。続いて1916年から1919年にかけて戦艦「ペンシルベニア」 (USS Pennsylvania, BB-38)、「ミシガン」(USS Michigan, BB-27) および「ミシシッピ」 (USS Mississippi, BB-23) で砲術士官として乗艦する。1919年から1922年までの間、少佐に進級していたターナーはワシントン海軍工廠に転任。その後は戦艦「カリフォルニア」 (USS California, BB-44) 砲術長、駆逐艦「マーヴィン」 (USS Mervine, DD-322) 艦長を務める。1925年には中佐に昇進して海軍省兵站局勤務となる。
兵站局時代、ターナーはアメリカ海軍航空隊を作ったウィリアム・A・モフェット少将（アナポリス1890組）の勧めで、ペンサコーラの海軍飛行学校でパイロットとしての訓練を受け、1927年に海軍パイロットの免許を取得。水上機母艦「ジェイソン」 (USS Jason, AC-12) 艦長を経て、翌1928年にはアジア艦隊の水上機部隊指揮官を務める。アジア艦隊時代には、フィリピン各地の写真偵察を行い、仮想敵国日本が侵攻してきた場合の参考資料をそろえた。1929年にはアメリカ海軍航空局計画課長、1932年から1934年までは空母「サラトガ」 (USS Saratoga, CV-3) 副長を務め、航空分野にも深く関わる。1935年から1938年の間は海軍大学校兵站部門を受講し、受講後は戦略部門の教官に就任した。海軍大学校でのターナーは航空の重要性を説き、後にターナーの予想が的中するが、この時点では賛同者は少数派だった。
海軍大学校時代に大佐に昇進したターナーは、将官への昇進のために大型艦艦長のポストを望み、その結果、重巡洋艦「アストリア」 (USS Astoria, CA-34) 艦長を務める。「アストリア」は、1939年2月26日に死去した日本の斎藤博駐米大使の遺骨の礼送を行った。この際、ターナーは日本政府から勲三等瑞宝章を授与されている。

### 戦争計画部長と真珠湾
1940年10月、ターナーは海軍作戦部長ハロルド・スターク大将（アナポリス1903年組）の下で戦争計画部長を務める。1940年2月には少将に進級し、陸海軍合同会議メンバーにも選ばれた。戦争計画部長在職中のターナーは、スタークや作戦部次長ロイヤル・E・インガソル少将（アナポリス1905年組）らとともに海軍作戦部を切り盛りしていたが、ターナーは次第に絶大な権力を持ち、上官であるはずのスタークやインガソルをも顎で使うようになり、スタークやインガソルは、ターナーが出した案をそのまま丸呑みにするようになる。そういった最中に真珠湾攻撃が起き、アメリカは大戦に突入していく。
ヘンリー・スティムソン陸軍長官から議会に提出されていたクラウゼン報告など、真珠湾攻撃に関するさまざまな報告を総合すれば、当時ミリタリー・インテリジェンスの海軍部門の筆頭だったセオドア・S・ウィルキンソン大佐（アナポリス1909年組）は、名目上はスタークに報告したことになっていたが、実際には前述のようにターナーが事実上仕切っていたため、スタークへの報告の返答はターナーによって行われていた。これらの報告の中には、パープル暗号などの解析による情報も含まれていたが、ターナーはこれを独断で握りつぶし、増援を派遣しない決定を下した。真珠湾攻撃当時の合衆国艦隊兼太平洋艦隊司令長官だったハズバンド・キンメル大将（アナポリス1904年組）は、「もし情報が届けられていたなら高いレベルの警戒態勢を維持できただろう。」と戦争終結後に回想した。
真珠湾攻撃研究を行っていたメリーランド大学カレッジパーク校歴史学教授のゴードン・ウィリアム・プランゲ博士は、その著作 "Pearl Harbor: The Verdict of History" で、歴史の評価やキンメルの真情を考慮した上で、次のように評した。
ターナーはこの件で、のちに椿事を引き起こす（後述）。
真珠湾攻撃後、ターナーは1942年6月まで合衆国艦隊の参謀副長となった。合衆国艦隊司令長官は、キンメル罷免を受けてアーネスト・キング大将（アナポリス1901年組）が就任していた。合衆国艦隊参謀副長のターナーは、将来の作戦を見据えてエスピリトゥサントなどへ前進基地を設置することを進言し、これらの基地はのちの作戦で大いに活用されることになる。

### 上陸軍司令官

#### ソロモン
ミッドウェー海戦で日本艦隊が敗北したことを受け、キングは南太平洋方面での攻勢をかけることとなる。日本軍が企図していたFS作戦はミッドウェーでの敗戦で一頓挫したが、依然脅威であることには変わりはなかった。キングは南太平洋方面部隊を編成して、指揮をロバート・L・ゴームレー中将（アナポリス1906年組）に委ねて対処した。そして、南太平洋方面で展開される上陸戦の指揮官としてターナーが起用されることになった。ターナーはガダルカナル島への上陸部隊を率い、8月7日朝に上陸作戦を行って、早々に日本軍が建設していた飛行場を押さえた。最終的には日本軍が「転進」して終わるガダルカナル島の戦いの幕開けだった。
ところが、空中掩護を担当していたフランク・J・フレッチャー中将（アナポリス1906年組）率いる空母任務群が、日本軍の反撃を警戒して後退していった。そもそも、上陸前に行われた「サラトガ」での会談でフレッチャーはターナーに対し「援護は48時間」と告げ、ターナーがこれに対して「48時間では全ての部隊や物資を揚陸させるのは難しい」と反論していた。上陸翌日の8月8日、潜水艦や偵察機が三川軍一中将率いる重巡洋艦「鳥海」以下の日本艦隊を発見し、その情報はターナーの元に届けられたが、ターナーはこれらの情報を重要視しなかった。それでも警戒だけはすることとなり、またフレッチャーの空母任務群が後退したことを受け、ターナーは護衛と火力支援を行う水上部隊を指揮するオーストラリア海軍のヴィクター・クラッチレー少将と会談を行うため、クラッチレーの旗艦だった重巡洋艦「オーストラリア」 (HMAS Australia, D84) に移乗し、前線からルンガ岬方向に下がっていった。三川の艦隊はその間隙を突いて奇襲を行い、大戦果を挙げた（第一次ソロモン海戦）。敗戦は公表されず、ターナーも特に咎めも受けなかった。
ガダルカナルの攻防戦が続く中、キングと太平洋艦隊司令長官チェスター・ニミッツ大将（アナポリス1905年組）の目には、ゴームレーの指揮は冴えないものと判断され、ゴームレーは結果的に更迭される。ターナーは当初、ゴームレーの後任候補に挙がったが、性格などの問題により却下され（後述）、ウィリアム・ハルゼー中将（アナポリス1904年組）の登板となった。ターナーは引き続き、ソロモン方面の上陸部隊の指揮を執り続けたが、その任はニュージョージア島の戦いを目前にした1943年7月15日に終わることとなり、後任には戦争計画部長時代の同僚だったウィルキンソンが就いた。

#### 中部太平洋
ターナーは、レイモンド・スプルーアンス中将（アナポリス1907年組）の要請により中部太平洋方面に転じた。激闘のソロモン戦線とは打って変わって、1943年中旬ごろまでの中部太平洋方面はあまり大きな戦いもなかったが、この方面を担当する第5艦隊が編成されてエセックス級航空母艦などの新鋭艦も第5艦隊に宛がわれ、有数の大艦隊となっていた。第5艦隊司令長官に就任したスプルーアンスではあったが、上陸部隊の指揮官の選考に悩んでいた。そこで目をつけたのが、知己であり海軍大学校の同僚だったターナーだった。スプルーアンスは無理を承知でニミッツにターナーの招聘を要請したところ承認され、また、キングとハルゼーの了解も得られたのでターナーは中部太平洋に転じることとなったのである。スプルーアンスはまた、ターナーの下での海兵隊指揮官にホーランド・M「マッド」・スミス海兵少将を要望して承認された。「テリブル（恐ろしい）・ターナー」と「マッド（狂人）・スミス」の組み合わせは、この時完成した。
ターナーは以後、1943年から1944年にはガルヴァニック作戦、クェゼリンの戦い、マリアナ・パラオ諸島の戦いで上陸戦の総指揮を執り、1945年も硫黄島の戦いと沖縄戦を指揮した。フィリピンの戦いのみはダグラス・マッカーサー陸軍大将とキンケイドの第7艦隊に部隊を預けていたため指揮を執っていない。上陸戦自体も、決して順調とはいえなかった。ガルヴァニック作戦中のマキンの戦いでは陸軍第27歩兵師団のレベルの低さから戦闘に時間がかかり、スミスとともにこれを批判した。続くクェゼリンの戦いでは、当初はスプルーアンス、スミスとともに攻略に反対したが、ニミッツが更迭カードをちらつかせたため黙らざるを得なかった。硫黄島の戦いの直前には一時体調を崩して周囲を心配させた。ターナーは1945年5月の第5艦隊と第3艦隊の交代時に戦線を去り、日本本土上陸のダウンフォール作戦でも指揮を執っただろうが、これは日本の降伏により実現しなかった。沖縄戦が、ターナー最後の戦闘となった。

### 戦後
第二次世界大戦が終わると、1945年5月に大将に昇進していた ターナーは将官会議議長を務め、また、国連軍事委員会のアメリカ海軍代表となり、第1回の国連総会にも出席した。ターナーは1947年7月に退役し、1961年2月12日にカリフォルニア州モントレーで死去した。75歳没。ターナーはカリフォルニア州サンブルーノのゴールデン・ゲート国立墓地で、ニミッツ、スプルーアンス、チャールズ・A・ロックウッド（アナポリス1912年組）といった、ともに太平洋戦線で戦った将官、妻のハリエットとともに眠っている。

## 人物
ターナーの人物像のうち、「テリブル」と渾名されるほどの強烈な性格および個性と、アルコール依存症とも言うべき酒好きの2つの面は、時には大きなトラブルになる原因にもなった。

### 性格
アナポリスでの学業成績のよかったターナーではあるが、素行面のみ取り上げると111位を記録したこともあった。ターナーが乗り組んでいた時の「カリフォルニア」艦長だったリシウス・ボストウィック少将（アナポリス1890年組） によれば「きわめて強い性格。精力な仕事振り。職務遂行能力は抜群」という評価を与えたものの、「協調性、我慢強さ、受けた教育、従順さ」を問題点とした。ニュートン・マックリー大将（アナポリス1887年組）も、自分の参謀として仕えていた時期のターナーについて、有能であるとしながらも「自己の意見に強く固執し、時に他の士官の意見に我慢できない態度を示す。良き部下になるにはあまりにも能力があり過ぎる」とも評価した。ターナーがいたころのアジア艦隊司令長官だったマーク・ブリストル大将（アナポリス1887年組）、伊達者のマッカーサーとも上手くやっていけたこの提督 のターナー評も、我慢強さと自己抑制の二点で平均点しか与えなかった。
昇進して人を扱う立場になると、ターナーの強烈な性格および個性がますます強調されるようになる。海軍大学校時代のターナーに絞られた者は、「ターナーの下での一年間は最も苦しい一年間」だとし、別の者は「口が厳しく、全くユーモアというものがない」と回想する。戦争計画部長在職中も変わらず、「威圧的」、「パットンのようだった」などという回想が続出。ソロモン戦線に出動すれば、ガダルカナル攻防戦に関してアレクサンダー・ヴァンデグリフト海兵少将以下海兵隊の面々と火花を散らし、戦略への影響が懸念されてゴームレーの後任になれなかった。スプルーアンスに請われて第5艦隊に転じれば、同じくスプルーアンスの手引きで幕僚に加わった「マッド」スミスと一部の例外を除けば 常に角をつき合わせ、最後の顔合わせとなった硫黄島の戦いの時ですら、「歩み寄る気配は毛頭、感じられなかった」。「テリブル」と「マッド」のにらみ合いにはスプルーアンスも頭を悩ませたが、これといった対策を打ち出すことはできなかった。強烈な性格は、ついにニミッツをも怒らせる結果となり、ニミッツがターナーを殴り飛ばしてターナーもこれに応戦しようとした時に、スプルーアンスが間に入って仲裁することすらあった。
ターナーの強烈な性格は「諸刃の剣」であり、自分で何でもやらないと気が済まない点が周囲との摩擦をたびたび招いたものの、良い面だけで言えば、強烈な性格が勝利への原動力の一つとなったとも言え、ターナーの存在が欠ければ戦いが非常に困難になるとさえ考えられた。経営学者の谷光太郎は、キングが異常な女好き、ターナーが後述の酒好きであるという点を除けば、ターナーとキングは似ている点が多いとしている。

### 酒好き
ターナーの酒好きについては、遅くとも「サラトガ」副長時代には認知されていたが、海軍大学校時代にはボロを見せていなかった。ひどくなったのはガダルカナル戦のころからで、あらゆる戦闘計画を長時間にわたってチェックし、かつ平静さを保つのに酒の力が必要になっていった。ターナー自身、常に疲れきっていたと回想していたが、実際、前述の硫黄島の戦い前のターナーはまさに病人で、背中に痛みを覚えて体の抵抗力は弱まっており、肺炎の危険性すらあった。酒浸りの度合いはエスカレートし、これは酒浸りによる醜態をしばしば晒すことも意味していた。テニアンの戦い後の国旗掲揚式や、沖縄戦から離れてニミッツやスプルーアンスと会食したときは「出来上がった状態」で現れる始末だった。
酒浸りによる醜態の極めつけは戦争終結後に起こった。1945年9月2日の日本の降伏文書調印式のあと、式典に出席していたターナーは、ニミッツが乗艦していたため臨時の太平洋艦隊の旗艦になっていた戦艦「サウスダコタ」 (USS South Dakota, BB-57)  の士官室で「出来上がった状態」になっていた。そこにやってきた太平洋艦隊主任参謀エドウィン・レイトン大佐（アナポリス1924年組） が前述の真珠湾攻撃の件の話を切り出したところ癇に障ったのか、ターナーはいきなりレイトンの首を締め上げに掛かった。居合わせた「サウスダコタ」艦長が間に入らなかったら、ターナーは（その気が本当にあったとして）レイトンを絞め殺すところだった。
退役後も酒が手放せなかったが、重度の酒浸りかつ心身を相当にすり減らしていたものの、ミッチャーやジョン・S・マケイン・シニア（アナポリス1906年組）のように、戦争終結から間を置かずして急死するようなこともなく、75歳まで生きたのもまた事実である。谷光は、その理由を長生きした者や頑健な身体を持つ者が多かったターナーの父系に求めている。

## その他
- ストックトンで結婚したハリエットとの間には子供はなく、代わりに愛犬を可愛がった[39]。長年病身だったハリエットはまた、金婚式を挙げて大統領選挙でニクソンに票を入れることが夢で、その双方が実現したあとの1961年1月に亡くなった[39]。ターナーがハリエットの後を追うように亡くなったのは、それからわずか37日後のことだった[39]。
- リーヒ級ミサイル巡洋艦の5番艦、リッチモンド・K・ターナー (USS Richmond K. Turner, DLG-20) は、彼に因んで命名された。